# ジスたん
ジスたんは、岡山県倉敷市のゲームセンター「ファンタジスタ」（北緯34度33分29.9秒 東経133度40分36.3秒 / 北緯34.558306度 東経133.676750度）によって2015年4月1日に生み出された、アーケードゲームをモチーフとしたキャラクター。
CVは金元寿子。親友はにじよめちゃんとニパ子。

## プロフィール
4月1日生まれ。身長は100cm。年齢は明らかにされていない。格闘ゲームが得意。好きな食べ物はクリームソーダで、好きなスポーツはサッカーである。
デンソーテンのカーナビECLIPSEの自車位置マークとして登場している。
ミラクリエ主催『第1回ご当地応援萌えキャラグランプリ』『第2回ご当地応援萌えキャラグランプリ』の実行委員長を務めるなどご当地キャラとしても精力的に活動している。
2016年
- 学研プラス主催『萌えキャラグランプリ2016[6]』企業・団体部門グランプリ獲得[7]

2017年
- エイプリル・データ・デザインズが開発・提供するブラウザゲーム『キャラフレ』とコラボ[8]
- 『第1回アニものづくりアワード[9]』オリジナルコンテンツ部門最終ノミネート[10]

2018年
- 『第2回アニものづくりアワード』オリジナルコンテンツ部門最終ノミネート[11]
- 『第1回ご当地応援萌えキャラグランプリ』総合グランプリ・かわいい部門グランプリ[12]
- ミラクリエ主催『Proキャラグランプリ2018[13]』全部門グランプリ[14]
- デンソーテン『勝手にアワード2018[15]』インパクト賞

2019年
- 婆娑羅Project合同会社企画・開発による日本初ご当地RPG『清水港クエスト』とコラボ[16]
- 株式会社AHSのソフトウェア『キャラミん』のダウンロードコンテンツとして3Dモデルを提供[17]

2020年
- MSF株式会社運営のスマホアプリ『ブレイブファンタジア』とコラボ[18]

2021年
- 『第1回京都アニものづくりAWARD』オリジナルコンテンツ部門・地方創生部門最終ノミネート[19]

2022年
- 『京都アニものづくりAWARD2022』オリジナルコンテンツ部門・地方創生部門最終ノミネート[20]

2023年
- 『京都アニものづくりAWARD2023』オリジナルコンテンツ部門最終ノミネート[21]
- 株式以外社コンダクター製作のご当地RPG『秋田市クエスト』とコラボ[22]
- iwate EVOLVEDのスマホアプリ『DeltaBeats (デルタビーツ)』のプリセットキャラクターとして実装[23][24]

2024年
- ヤタガラス開発チームの2D対戦格闘ゲーム『ヤタガラス Enter the Eastward』にプレイアブルキャラクターとして実装されることがCES2024（米ラスベガス）にてMadCatz社と共同で発表（2024年1月9日）[25]
- 2月8日よりNESiCAxLiveにて『ヤタガラス Enter the Eastward』が稼働開始[26]